# Oreopanax brachystachyus
Oreopanax brachystachyus là một loài thực vật có hoa trong Họ Cuồng cuồng. Loài này được Decne. & Planch. ex Seem. mô tả khoa học đầu tiên năm 1854.